# Парсиппани-Трой-Хилс
Парсиппани-Трой-Хилс, или просто Парсиппани, — тауншип в округе Моррис штата Нью-Джерси. Он занимает 597 место по численности населения в США, 31 место в штате Нью-Джерси. Дата основания поселения или первого упоминания неизвестны.

### Ближайшие города и расстояние до них
Уэйн (14 км), Уэст-Оранж (17 км), Ист-Оранж (21 км), Ирвингтон (21 км), Блумфилд (21 км), Патерсон (22 км), Клифтон (22 км), Юнион (22 км), Плейнфилд (24 км), Ньюарк (25 км), Пассейик (25 км), Кирни (25 км), Элизабет (28 км), Линден (30 км).

## Достопримечательности
- Государственный парк
- Музей Stickley at Craftsman Farms
- Музей железной дороги Whippany
- Дендрарий Frelinghuysen
- Меннен Спортс Арена
- Музей Historic Speedwell
- Acorn Hall (историческое здание)
- Музей штаб-квартиры Вашингтона

## Транспорт
- Аэропорт .Ньюарк, Нью-Джерси (EWR-Либерти, международный)
- Аэропорт .Нью-Йорк, Нью-Йорк (LGA-ЛяГуардия)
- Станция Моррис-Плейнс
- Станция Денвилл-Маунт-Табор